# Yoshi's Story
Yoshi's Story är ett singleplayerspel till Nintendo 64 som släpptes 1998.

## Handling
Alla Yoshis lever lyckliga på Yoshi Island när Baby Bowser en dag stjäl deras lyckoträd, och förvandlar Yoshi Island till en bok. Alla blir olyckliga, men sex stycken Yoshi-ungar bestämmer sig för att bringa lyckan åter till sin ö.

## Speluppbyggnad
Spelet består av 6 världar, med 4 olika banor i varje värld. Varje bana går ut på att äta frukter. Det finns inget slut på banan, den går bara runt runt, och för att klara banan måste Yoshi äta 30 frukter. Det innebär att man som spelare ibland får leta noga, och att man ofta får springa om banan flera gånger tills man hittat tillräckligt med frukter.
Varje Yoshi har sin favoritfrukt. Honungsmeloner är speciella, det tycker alla om. Dessutom får man välja en lyckofrukt när man börjar spela som också alla tycker om.
Dessa Yoshis kan man välja att spela som:
- Grön Yoshi, favoritfrukt: vattenmelon.
- Mörkblå Yoshi, favoritfrukt: vindruva.
- Ljusblå Yoshi, favoritfrukt: vindruva.
- Röd Yoshi, favoritfrukt: äpple.
- Rosa Yoshi, favoritfrukt: äpple.
- Gul Yoshi, favoritfrukt: banan.

För att få maximalt med poäng kan man välja vilka frukter man ska äta. Till exempel ger lyckfrukter och favoritfrukter många poäng. Allra mest poäng ger det om man lyckas äta bara honungsmeloner. Det är den enda frukten som det finns totalt 30 stycken av på varje bana, så det är den enda frukten man kan få fullt av för att klara en bana.
Under spelets gång kan man "hitta" två speciella Yoshis, en vit och en svart. Dessa kan man sedan använda under spelets gång. De har bättre förmågor än de "vanliga" Yoshis.
Vissa banor har olika bossar man måste besegra. För varje bana man klarar låser man upp olika nivåer i spelet.
När man klarat av en bana i den sista världen får man möta Baby Bowser. Lyckas man besegra honom återfår Yoshi's sitt lyckoträd och deras värld blir normal igen.